# Heliodorus vexillifer
Heliodorus vexillifer là một loài ruồi trong họ Tachinidae.